# 曉基諾區

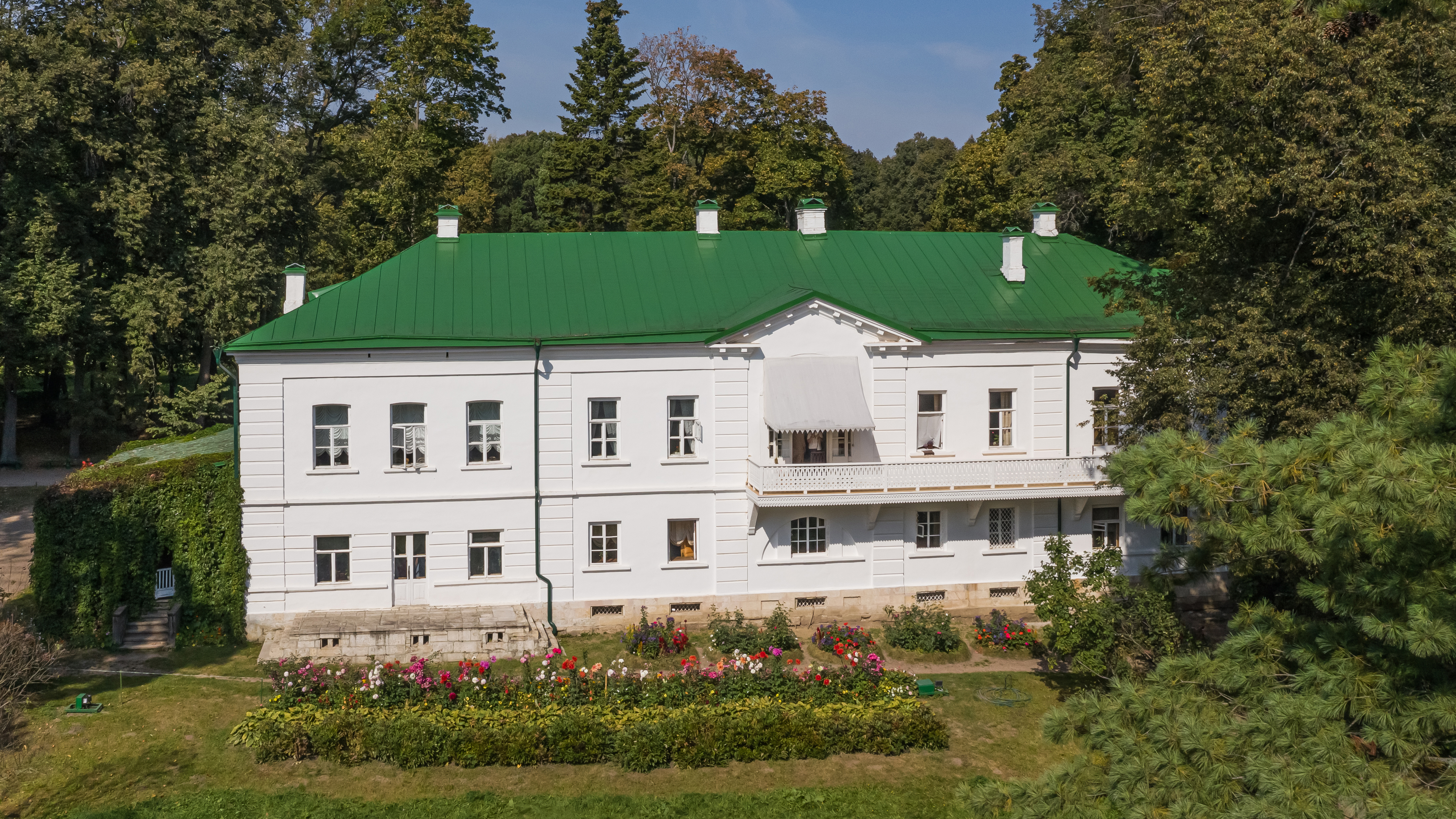

54°00′32″N 37°30′01″E / 54.00889°N 37.50028°E
曉基諾區（俄语：Щёкинский район），是俄羅斯的一個區，位於該國西部，由圖拉州負責管轄，面積約1,393.4平方公里，2010年該區人口106,595，人口密度為每平方公里76.5人。